# Antonio Gallina
Antonio R. Gallina (ur. 30 listopada 1947 w Buenos Aires) – argentyński judoka. Olimpijczyk z Monachium 1972, gdzie zajął dziewiętnaste miejsce wadze średniej i jedenaste w kategorii open.
Uczestnik mistrzostw świata w 1969 i 1971. Zdobył pięć medali na mistrzostwach panamerykańskich w latach 1968 - 1972.

## Letnie Igrzyska Olimpijskie 1972
| Konkurencja | Eliminacje           | Klas. końcowa |
| Konkurencja | Przeciwnik I         | Miejsce       |
| ----------- | -------------------- | ------------- |
| -80 kg      | László Ipacs (HUN) P | 19.           |

| Konkurencja | Eliminacje                  | Klas. końcowa |
| Konkurencja | Przeciwnik I                | Miejsce       |
| ----------- | --------------------------- | ------------- |
| open        | Masatoshi Shinomaki (JPN) P | 11.           |